# San Pedro Lagunillas (kommun)
San Pedro Lagunillas är en kommun i Mexiko.   Den ligger i delstaten Nayarit, i den centrala delen av landet, 600 km väster om huvudstaden Mexico City.
Följande samhällen finns i San Pedro Lagunillas:
- San Pedro Lagunillas
- Cuastecomate
- Las Guásimas